# Margecany (stacja kolejowa)
Margecany (słow. Železničná stanica Margecany) – stacja kolejowa w miejscowości Margecany, w kraju koszycki, na Słowacji.
Znajduje się w centralnej części wsi, jako część dużego kompleksu stacyjnego. Krzyżują się tutaj ważne trasy kolejowe Żylina – Koszyce i Margecany – Červená Skala. Pierwotnie krzyżowała się tutaj Kolej Koszycko-Bogumińska i lokalną linią do Gelnica. Stacja została otwarta w dniu 12 marca 1872 roku, jako część linii Spišská Nová Ves - Kysak.

## Linie kolejowe
- 173 Margecany – Červená Skala
- 180 Żylina – Koszyce